# 7 augustus
7 augustus is de 219de dag van het jaar (220ste in een schrikkeljaar) in de gregoriaanse kalender. Hierna volgen nog 146 dagen tot het einde van het jaar.

## Gebeurtenissen
- Algemeen
  - 2006 - Ongeveer 20.000 mensen worden geëvacueerd op de Filipijnen omdat de vulkaan Mayon op uitbarsten staat.
  - 2012 - De inwoners van de Zuid-Afrikaanse stad Johannesburg worden verrast door een zeldzaam fenomeen in hun stad: sneeuw.

- Economie
  - 1997 - De AEX sluit voor het eerst boven de duizend (gulden-)punten (in euro’s: 453,78 punten).

- Oorlog
  - 1479 - De eerste Slag bij Guinegate wordt gevochten als onderdeel van de Bourgondische Successieoorlog.
  - 1795 - Nederland verliest Kaap de Goede Hoop aan de Engelsen in de Slag om Muizenberg.
  - 1933 - Begin van de Genocide van Simele. Het Irakese leger vernietigt, onder toezicht van de Britten, tientallen Assyrische dorpen en vermoordt daarbij duizenden Assyriërs.
  - 1942 - De Amerikanen landen op Guadalcanal wat de Slag om Guadalcanal inluidt.
  - 1990 - De Verenigde Staten besluiten troepen naar het Golfgebied te sturen. In eerste instantie worden troepen naar Saoedi-Arabië gestuurd om dat land tegen een mogelijke inval te beschermen.
  - 2016 - In Afghanistan worden een Amerikaanse en een Australische hoogleraar ontvoerd.

- Politiek
  - 1919 - Afghanistan wordt onafhankelijk.
  - 1990 - De Zuid-Afrikaanse anti-apartheidsbeweging ANC beslist om alle gewapende acties gericht tegen de regering op te schorten.

- Religie
  - 1587 - Paus Sixtus V creëert één nieuwe kardinaal, William Allen, de eerste Engelse kardinaal na de Reformatie.
  - 1814 - Paus Pius VII heft het verbod op de jezuïetenorde uit 1773 op.
  - 1868 - Oprichting van de Rooms-katholieke Apostolische Prefectuur Denemarken.
  - 2012 - Bij een aanslag op een kerk in de plaats Okene in centraal Nigeria vallen 19 doden.

- Sport
  - 1920 - In Berlijn wordt het voetbalstadion Stadion An der alten Försterei officieel geopend.
  - 1929 - Oprichting van de Griekse voetbalclub Ergotelis FC.
  - 1988 - De Amerikaanse Lynne Cox zwemt zonder beschermende kleding de Beringstraat tussen Alaska en Rusland over.
  - 1998 - De Keniaanse atlete Tegla Loroupe vestigt het werelduurrecord atletiek in Borgholzhausen: in één uur tijd loopt ze 18340 m.
  - 2005 - Het Nederlandse herenteam schaken wordt Europees kampioen.
  - 2012 - De Nederlands turner Epke Zonderland wint een gouden medaille op de rekstok bij de Olympische Spelen in Londen.
  - 2016 - De Nederlandse wielrenster Anna van der Breggen wint bij de Olympische Zomerspelen in Rio de Janeiro goud in de wegwedstrijd.
  - 2017 - Zwemster Ranomi Kromowidjojo herovert het wereldrecord op de 50 meter vrije slag (kortebaan) op Sarah Sjöström. Bij wereldbekerwedstrijden in Berlijn slecht de Groningse als eerste zwemster de grens van 23 seconden: 22,93.
  - 2021 - PSV wint de Johan Cruijff Schaal 2021 door landskampioen Ajax met 0-4 te verslaan. Het was tevens de laatste wedstrijd van topscheidsrechter Björn Kuipers en verslaggever Evert ten Napel.
  - 2023 - De Nederlandse wielrenner Harrie Lavreysen wint bij de wereldkampioenschappen baanwielrennen in Glasgow (Schotland) voor de vijfde keer op rij goud bij het onderdeel sprint door Nicholas Paul uit Trinidad en Tobago in twee heats te verslaan.[1]
  - 2023 - Tennisser Tallon Griekspoor uit Nederland verliest de finale van het ATP-toernooi van Washington door in twee sets te verliezen van de Brit Daniel Evans.[2]

- Wetenschap en technologie
  - 1944 - De Amerikaanse computertechnicus Howard Aiken presenteert op de Harvard-universiteit de eerste programmeerbare rekenmachine, de Harvard Mark I.
  - 1980 - Viditel, een soort internet, gaat van start maar is geen lang leven beschoren vanwege te hoge kosten.
  - 2022 - Lancering van Small Satellite Launch Vehicle (SSLV), een nieuw ontworpen raket van ISRO, vanaf Satish Dhawan Space Centre voor de EOS-02 missie met de gelijknamige aardobservatiesatelliet en AzaadiSAT, een cubesat. Door een probleem met de laatste trap van de raket bereiken de satellieten niet de juiste omloopbaan en moeten daardoor als verloren worden beschouwd.[3]
  - 2023 - De periodieke komeet 199P/Shoemaker bereikt het perihelium van zijn baan rond de zon tijdens deze verschijning.[4]
  - 2023 - Lancering van een Falcon 9 raket van SpaceX vanaf Kennedy Space Center Lanceercomplex 40 voor de Starlink group 6-8 missie met 22 Starlink satellieten.[5]
  - 2023 - Lancering van een Sojoez 2.1b raket vanaf Plesetsk Kosmodroom platform 43/3 voor de Kosmos 2569 missie met de Glonass-K2 no 13L satelliet voor het GLONASS satellietnavigatie netwerk.[6]

## Geboren

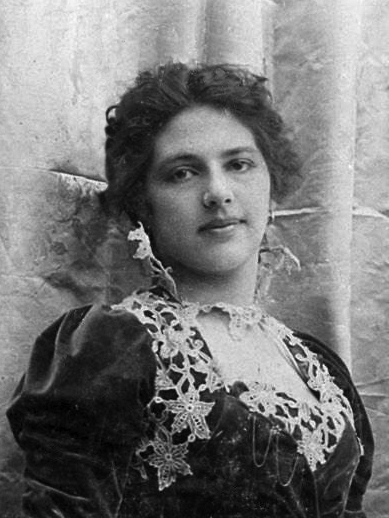
Margaretha Zelle (Mata Hari)
geboren in 1876

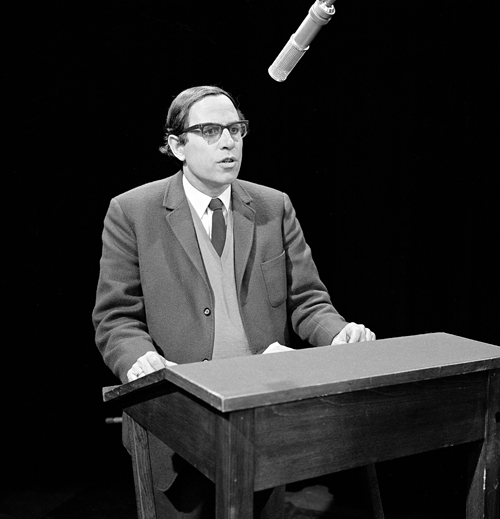
C. Buddingh'
geboren in 1918

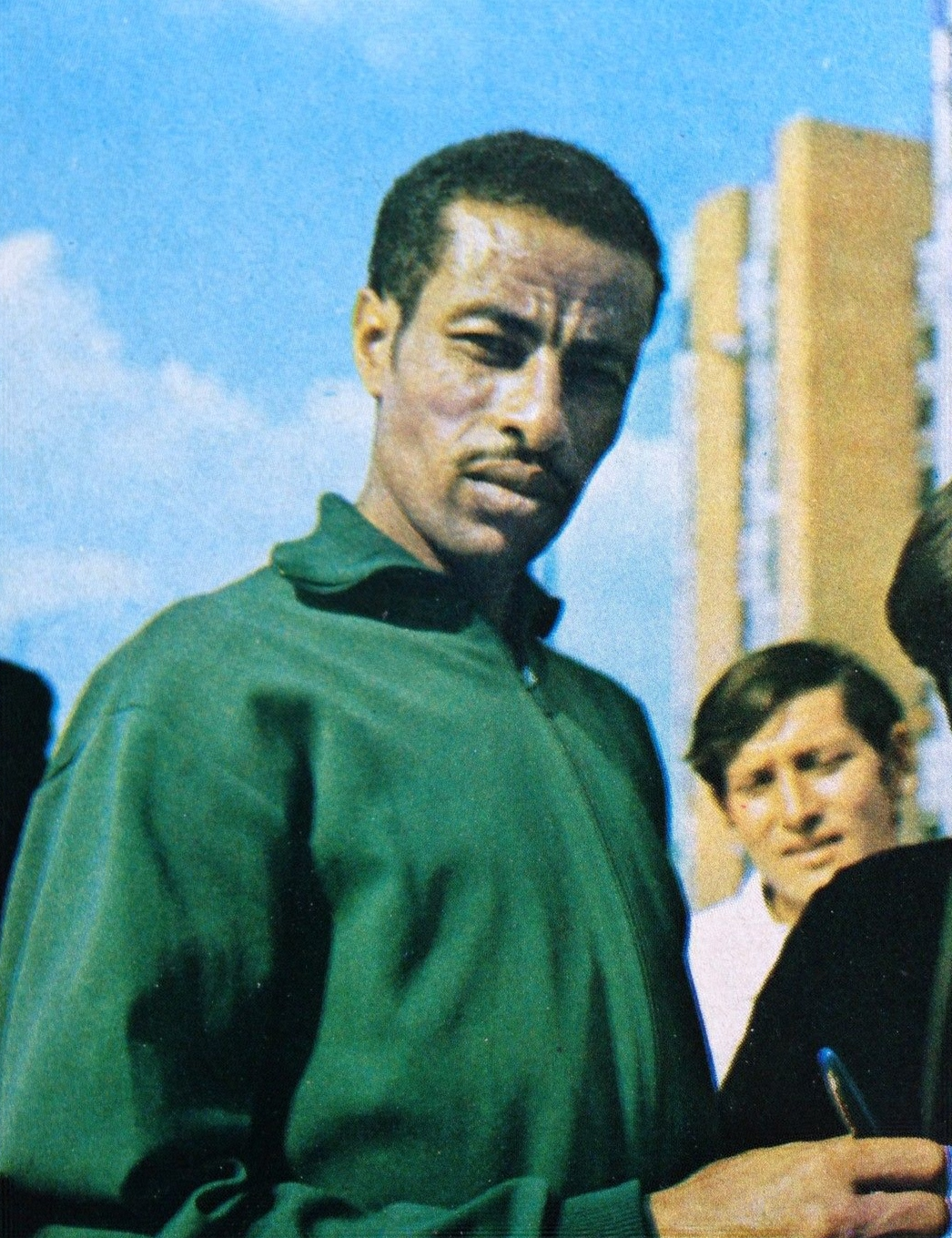
Abebe Bikila
geboren in 1932

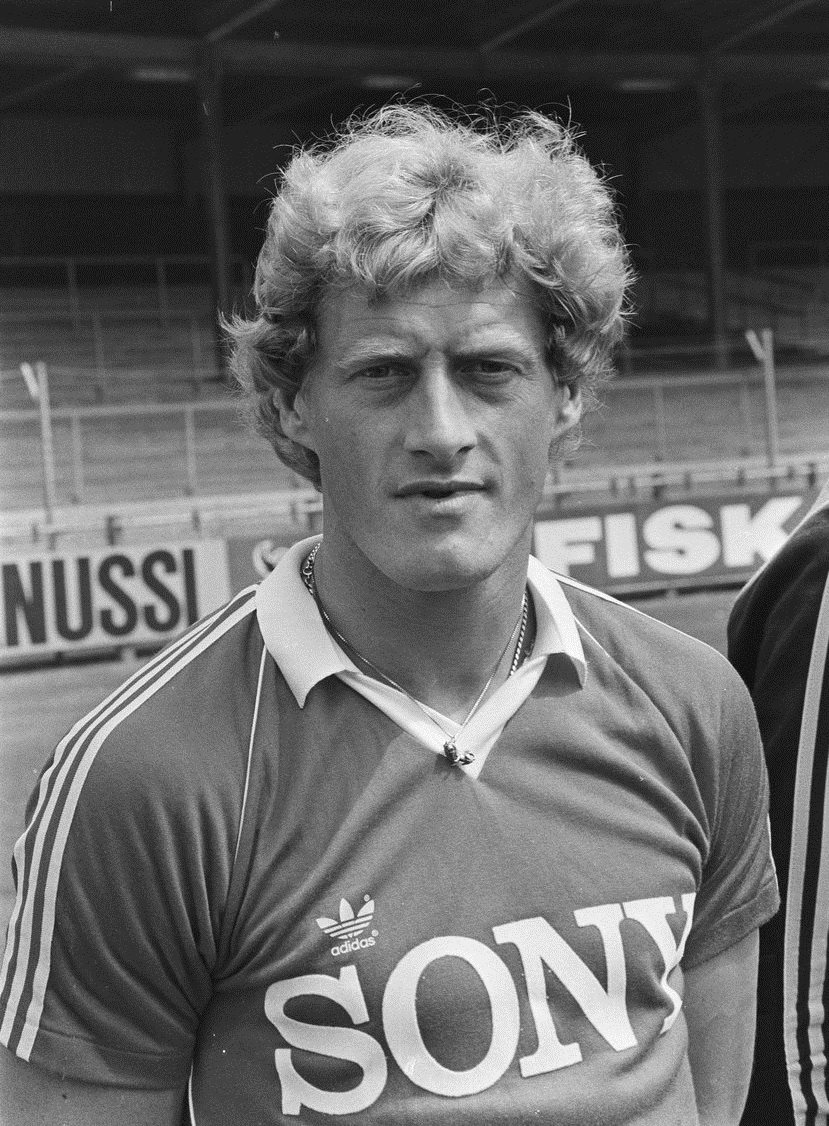
Kees Kist
geboren in 1952

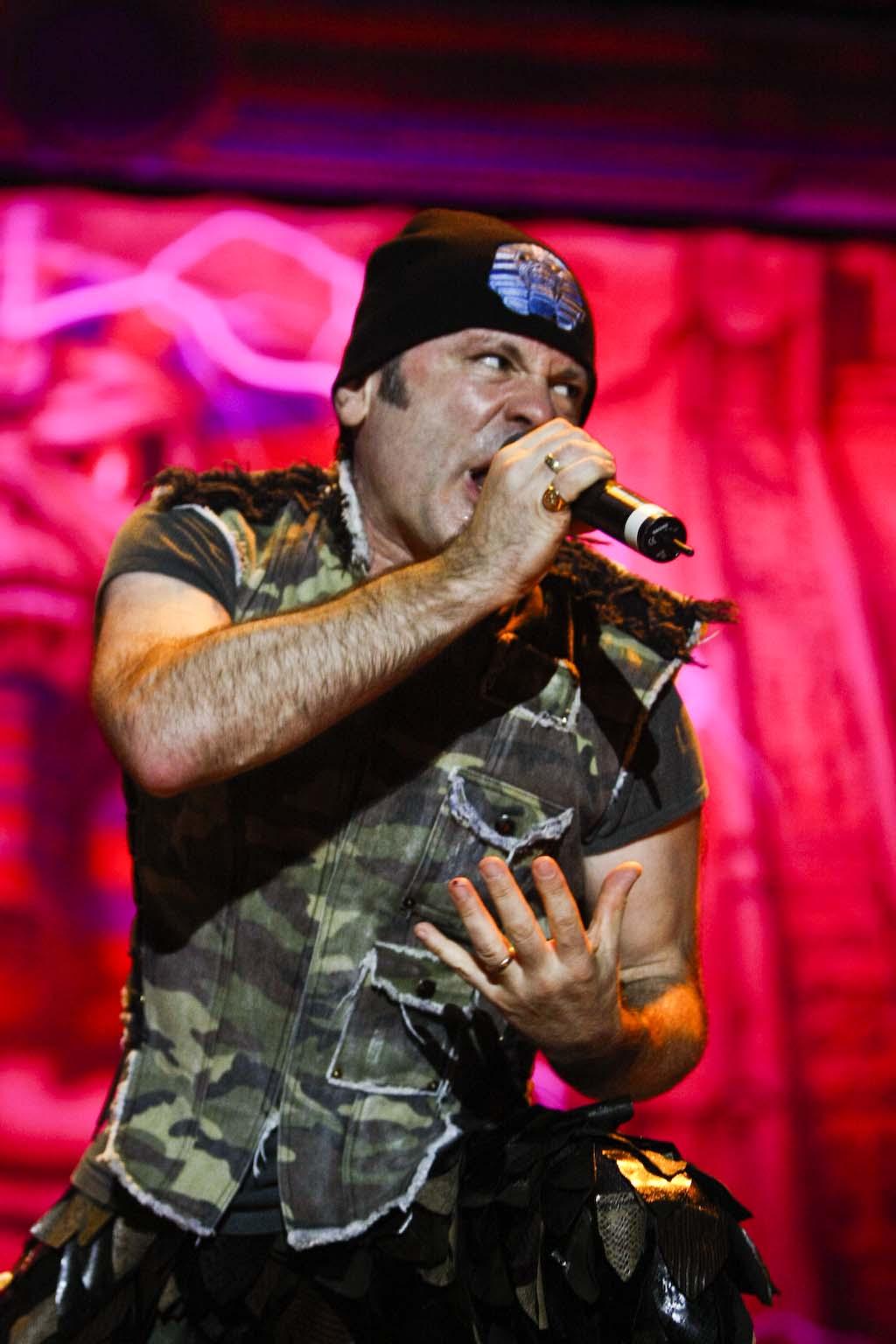
Bruce Dickinson
geboren in 1958

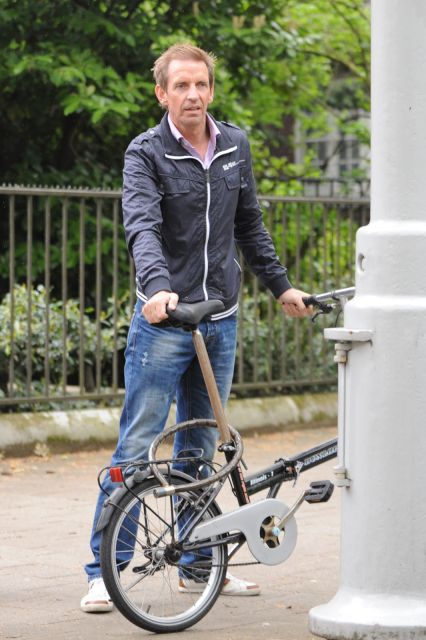
Steven Rooks
geboren in 1960

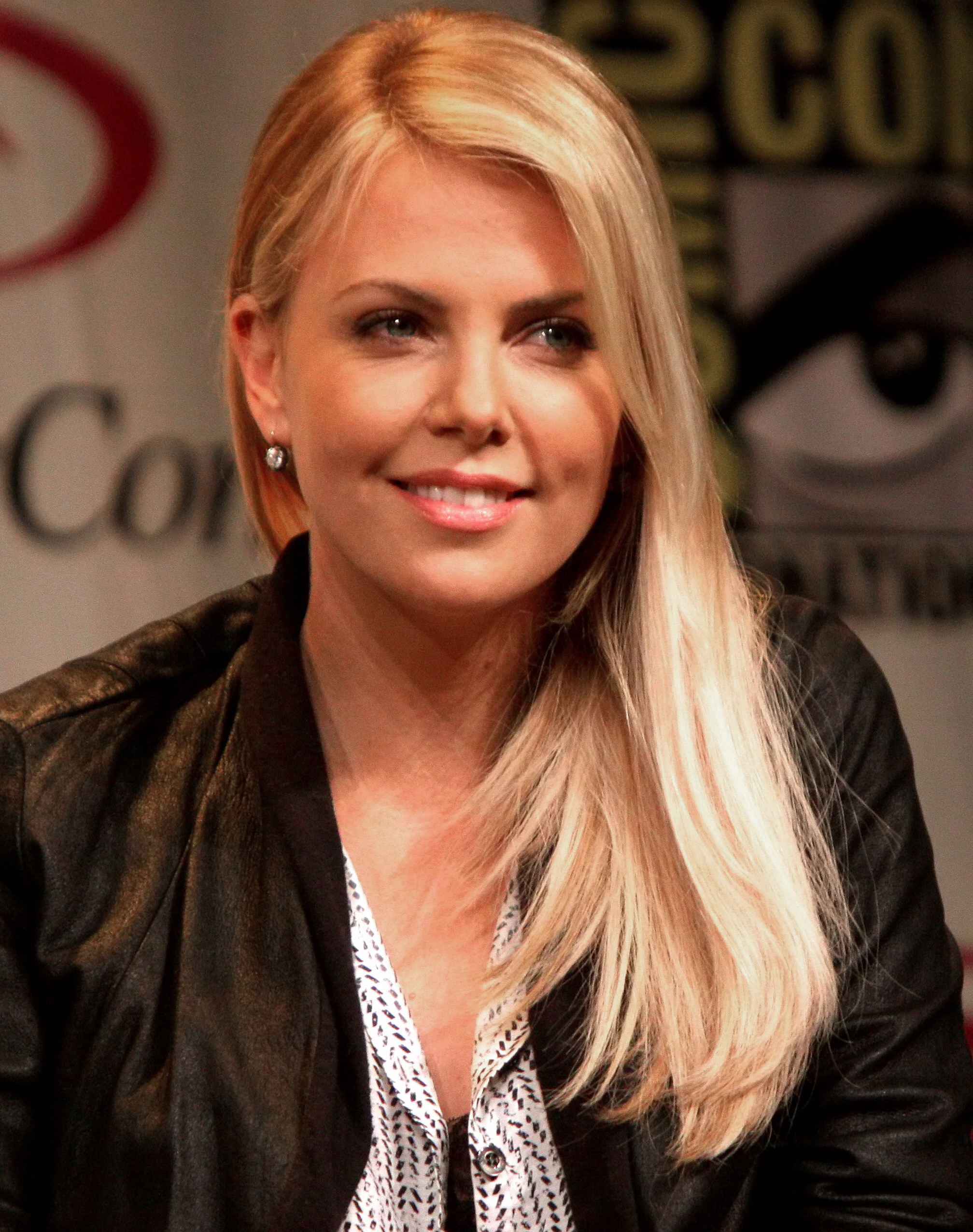
Charlize Theron
geboren in 1975

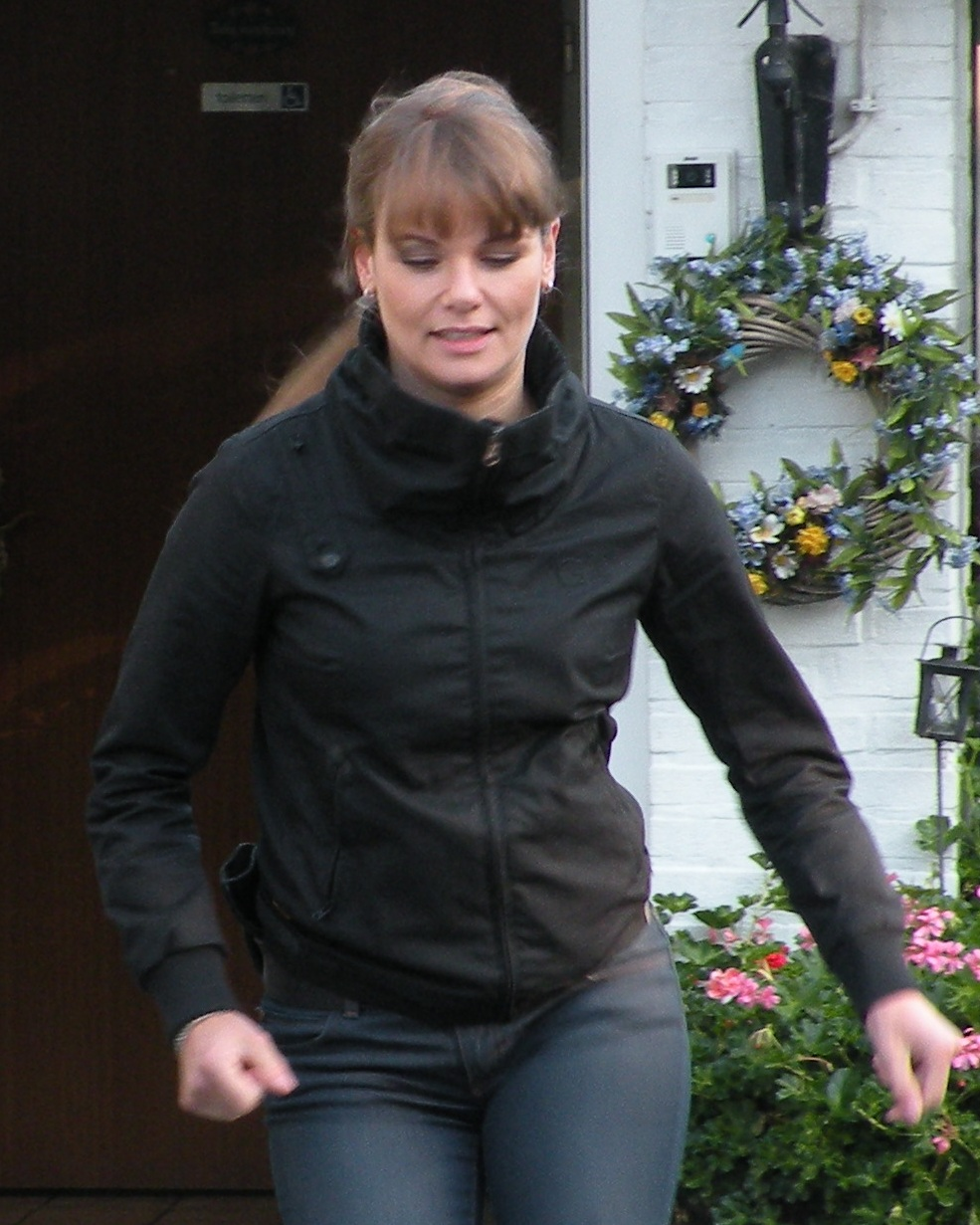
Angela Schijf
geboren in 1979

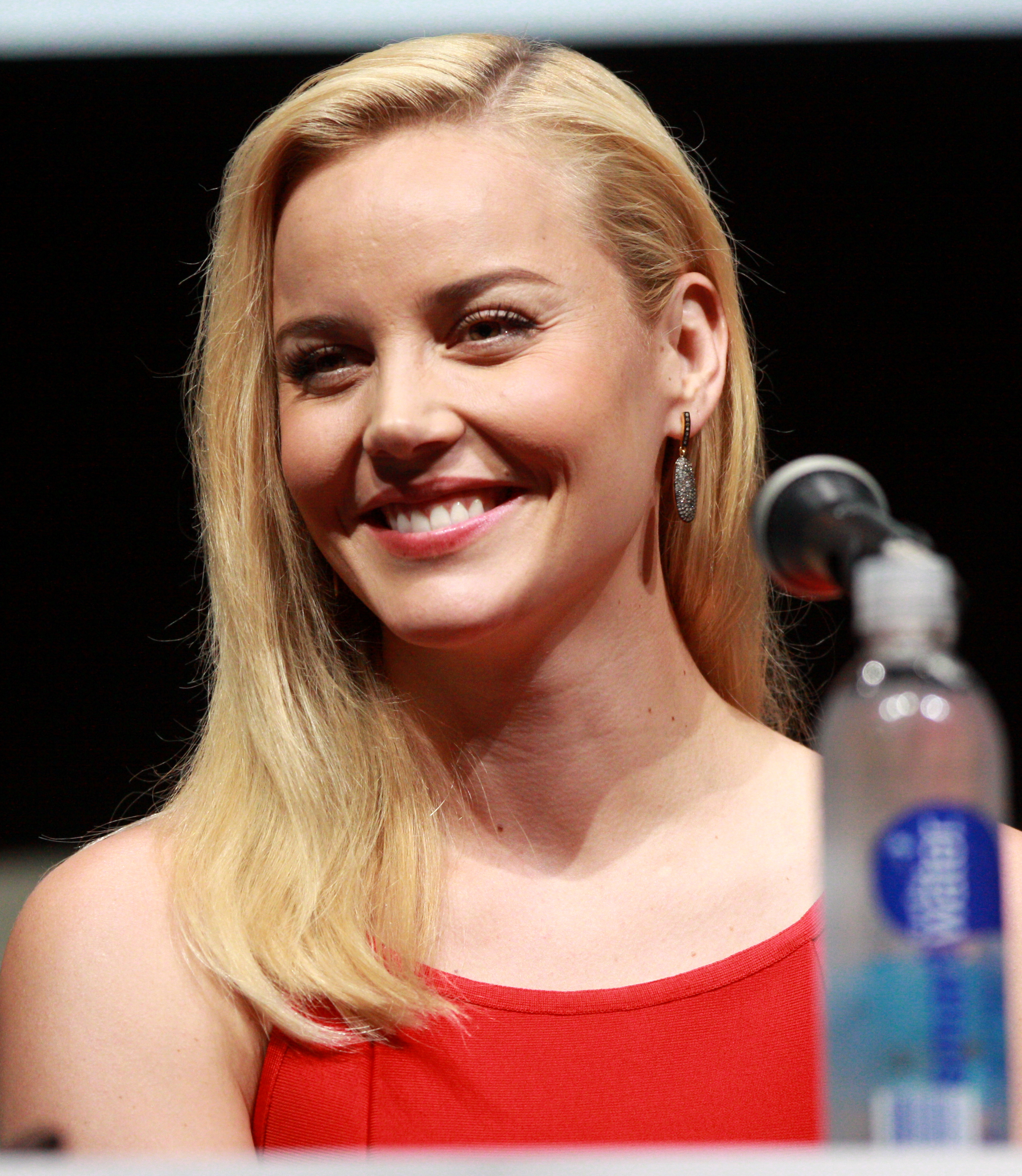
Abbie Cornish
geboren in 1982

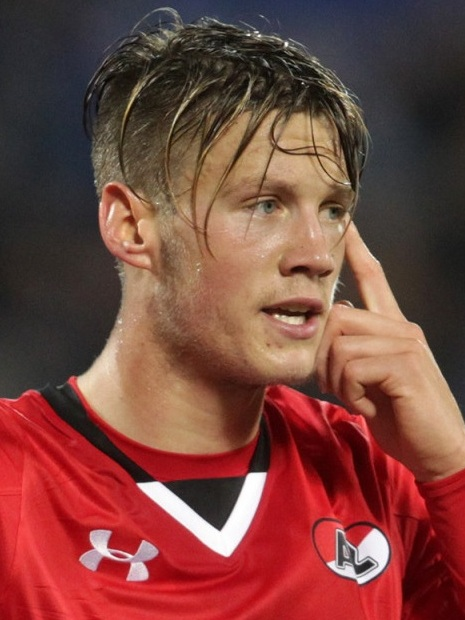
Wout Weghorst
geboren in 1992

- 317 - Constantius II, zoon van Constantijn de Grote en keizer van Rome (overleden 361)
- 1560 - Elisabeth Báthory, Hongaars seriemoordenares (overleden in 1614)
- 1613 - Willem Frederik van Nassau-Dietz, stadhouder van Friesland, Groningen en Drenthe (overleden 1664)
- 1742 - Nathanael Greene,Amerikaans generaal (overleden 1786)
- 1751 - Wilhelmina van Pruisen, echtgenote van stadhouder Willem V (overleden 1820)
- 1783 - Amalia van Hannover, dochter van koning George III (overleden 1810)
- 1832 - Max Lange, Duits schaker (overleden 1899)
- 1867 - Emil Nolde, Duits kunstschilder (overleden 1956)
- 1876 - Billie Burke, Amerikaans actrice (overleden 1970)
- 1876 - Margaretha Zelle (Mata Hari), Nederlands danseres en spion (overleden 1917)
- 1877 - Ulrich Salchow, Zweeds kunstschaatser (overleden 1949)
- 1887 - Hermann Rauschning, Duits politicus en publicist (overleden 1982)
- 1894 - Friedrich Hochbaum, Duits generaal (overleden 1955)
- 1900 - Robert De Man, Belgisch politicus (overleden 1978)
- 1900 - Leon Sperling, Pools voetballer (overleden 1941)
- 1902 - Douglas Lowe, Brits atleet (overleden 1981)
- 1902 - Paolo Sturzenegger, Zwitsers voetballer (overleden 1970)
- 1903 - Ralph Bunche, Amerikaans diplomaat en Nobelprijswinnaar (overleden 1971)
- 1903 - Louis Leakey, Brits paleontoloog (overleden 1972)
- 1903 - Nol Wolf, Nederlands atleet (overleden 1982)
- 1905 - Piet Zanstra, Nederlands architect (overleden 2003)
- 1911 - Nicholas Ray, Amerikaans filmregisseur (overleden 1979)
- 1912 - Võ Chí Công, Vietnamees politicus (overleden 2011)
- 1915 - Corazon Agrava, Filipijns rechter (overleden 1997)
- 1916 - R.W.A. Thurkow, Surinaams politicus en bestuurder (overleden 1968)
- 1917 - Catherine Stevens, Belgisch atlete
- 1918 - C. Buddingh', Nederlands dichter (overleden 1985)
- 1921 - Bart Hofman, Nederlands politicus (overleden 2019)
- 1921 - Karel Husa, Amerikaans componist, muziekpedagoog, dirigent en trompettist (overleden 2016)
- 1921 - Frank Morse, Amerikaans politicus en diplomaat (overleden 1994)
- 1921 - Manita de Plata (Ricardo Baliardo), Frans flamenco-gitarist (overleden 2014)
- 1922 - Jan van Hoof, Nederlands student en verzetsstrijder (overleden 1944)
- 1925 - Julián Orbón, Spaans-Cubaans componist (overleden 1991)
- 1925 - Armand Gaétan Razafindratandra, kardinaal-aartsbisschop van Antananarivo (overleden 2010)
- 1925 - Monkombu Swaminathan, Indiaas landbouwkundige (overleden 2023)
- 1926 - Marilyn J. Ziffrin, Amerikaans componiste, muziekpedagoog en pianiste (overleden 2018)
- 1927 - Ien van den Heuvel, Nederlands politicus (overleden 2010)
- 1928 - James Randi, Canadees goochelaar (overleden 2020)
- 1929 - Jo Baer, Amerikaans kunstenares (overleden 2025)
- 1929 - Thom van Dijck, Nederlands hockeyspeler (overleden 2021)
- 1929 - Willem Maeyer, Nederlands voetbalbestuurder (overleden 2025)
- 1930 - Veljo Tormis, Ests componist (overleden 2017)
- 1931 - Luther Dixon, Amerikaans songwriter en producer (overleden 2009)
- 1931 - Freddie Hooghiemstra, Nederlands hockeyspeler (overleden 1990)
- 1932 - Abebe Bikila, Ethiopisch atleet (overleden 1973)
- 1932 - Rien Poortvliet, Nederlands schilder en tekenaar (overleden 1995)
- 1933 - Max de Bok, Nederlands journalist (overleden 2016)
- 1933 - Elinor Ostrom, Amerikaans wetenschapper (overleden 2012)
- 1933 - Jerry Pournelle, Amerikaans scienefictionschrijver (overleden 2017)
- 1933 - Alberto Romulo, Filipijns politicus
- 1936 - Rahsaan Roland Kirk, Amerikaans multi-instrumentalist (overleden 1977)
- 1937 - Merwin Goldsmith, Amerikaans acteur (overleden 2019)
- 1938 - Giorgetto Giugiaro, Italiaans autodesigner
- 1938 - Jaap Jansen, Nederlands uitgever (overleden 2013)
- 1939 - Marjan Tomšič, Sloveens schrijver, toneelschrijver en journalist (overleden 2023)
- 1940 - Jean-Luc Dehaene, Belgisch politicus (overleden 2014)
- 1941 - Howard Johnson, Amerikaans jazzmusicus (overleden 2021)
- 1942 - Tobin Bell, Amerikaans acteur
- 1942 - Jack Gadellaa, Nederlands televisieregisseur en tekstschrijver (overleden 2018)
- 1942 - Sigfried Held, Duits voetballer en voetbalcoach
- 1942 - Hadriaan van Nes, Nederlands roeier (overleden 2024)
- 1942 - B.J. Thomas, Amerikaans zanger (overleden 2021)
- 1942 - Caetano Veloso, Braziliaans componist, liedtekstschrijver en zanger
- 1943 - Mieke Jaapies, Nederlands kanovaarster
- 1944 - Jan Krikken, Nederlands entomoloog (overleden 2022)
- 1944 - Nicholas de Lange, Brits historicus, rabbijn, taalkundige en vertaler
- 1944 - Dave Morgan, Brits autocoureur (overleden 2018)
- 1944 - Robert Mueller, Amerikaans bestuurder (hoofd FBI) en speciaal aanklager
- 1944 - David Rasche, Amerikaans acteur
- 1946 - Bert Mewe, Nederlands politicus (overleden 2024)
- 1947 - Sofia Rotaroe, Oekraïens zangeres, danseres, producer
- 1948 - James Allison, Amerikaans immunoloog en Nobelprijswinnaar
- 1948 - Jit Narain, Surinaams arts en dichter (overleden 2024)
- 1948 - Pau Riba, Spaans auteur en artiest (overleden 2022)
- 1950 - Michael Stein, Duits schlagerzanger (overleden 2021)
- 1951 - Vic De Wachter, Belgisch acteur
- 1951 - Gary Hall, Amerikaans zwemmer
- 1952 - Caroline Aaron, Amerikaans televisie- en theateractrice en filmproducente
- 1952 - Kees Kist, Nederlands voetballer
- 1955 - Wayne Knight, Amerikaans acteur
- 1957 - Mark Bagley, Amerikaans comicbook-tekenaar
- 1957 - Aleksandr Ditjatin, Russisch gymnast
- 1958 - Bert Bakker, Nederlands politicus
- 1958 - Bruce Dickinson, Brits muzikant en zanger
- 1958 - Alberto Salazar, Amerikaans atleet
- 1958 - Bart Staes, Belgisch politicus
- 1959 - Koenraad Elst, Belgisch wetenschapper, oriëntalist
- 1959 - Leila de Lima, Filipijns minister
- 1959 - Diana Ozon, Nederlands dichteres
- 1959 - Guido Tastenhoye, Belgisch journalist en politicus (overleden 2007)
- 1960 - Nico Brandsen, Nederlands toetsenist (overleden 2024)
- 1960 - David Duchovny, Amerikaans acteur
- 1960 - Steven Rooks, Nederlands wielrenner
- 1961 - Ileen Getz, Amerikaans actrice  (overleden 2005)
- 1961 - Carlos Vives, Colombiaans zanger en acteur
- 1962 - Wim Magré, Nederlands organist (overleden 2019)
- 1962 - Sophocles Sophocleous, Cypriotisch politicus en Europarlementariër
- 1962 - Robert de Wit, Nederlands atleet
- 1964 - Mario Scirea, Italiaans wielrenner en ploegleider
- 1965 - Jocelyn Angloma, Frans voetballer
- 1966 - Kristin Hersh, Amerikaans singer-songwriter
- 1966 - Robert Seethaler, Oostenrijks acteur, schrijver en scenarioschrijver
- 1966 - Maaike Smit, Nederlands rolstoeltennisster en -basketbalster
- 1966 - Ivan Tabanov, Moldavisch voetballer
- 1967 - Gilberto Angelucci, Venezolaans voetballer
- 1967 - Jeannette Baljeu, Nederlands bestuurder en politicus
- 1967 - Steven Dupré, Belgisch stripauteur en illustrator
- 1967 - Jevgeni Platov, Russisch kunstschaatser
- 1968 - Mustapha El Karouni, Belgisch politicus (overleden 2021)
- 1968 - Martin Max, Duits voetballer
- 1968 - Jean-Jacques Missé-Missé, Kameroens voetballer
- 1968 - Fernando Vicente, Spaans tennisser
- 1969 - Bianca van Dijk-Dercksen Nederlands triatlete en duatlete
- 1969 - Paul Lambert, Schots voetballer en voetbalcoach
- 1969 - Clement N'Goran, Ivoriaans tennisser
- 1970 - Mischa Kamp, Nederlands filmregisseuse
- 1970 - Eric Namesnik, Amerikaans zwemmer (overleden 2006)
- 1971 - Atle Grønn, Noors schaker
- 1971 - Sydney Penny, Amerikaans actrice
- 1971 - Stephan Volkert, Duits roeier
- 1971 - Rochus Westbroek, Nederlands hockeyer
- 1972 - Wolfram Eilenberger, Duits journalist, filosoof en publicist
- 1972 - Xeno Müller, Zwitsers roeier
- 1972 - Dennis Rijnbeek, Nederlands zwemmer
- 1972 - Goran Vlaović, Kroatisch voetballer
- 1973 - Natacha Harlequin, Nederlands advocate
- 1973 - Colin Lloyd, Engels darter
- 1973 - Els Van Laethem, Belgisch zangeres
- 1974 - João Capela, Portugees voetbalscheidsrechter
- 1974 - Michael Shannon, Amerikaans acteur
- 1975 - Kristian Eivind Espedal ('Gaahl'), Noors zanger
- 1975 - Jim van Fessem, Nederlands voetballer
- 1975 - Hans Matheson, Schots acteur
- 1975 - Charlize Theron, Zuid-Afrikaans actrice
- 1976 - Timme Hoyng, Nederlands hockeyer
- 1976 - Karen Olivo, Amerikaans actrice
- 1977 - Lottie Hellingman, Nederlands actrice
- 1977 - Sanne Parlevliet, Nederlands schrijfster
- 1979 - Youssef Baba, Marokkaans atleet
- 1979 - Angela Schijf, Nederlands actrice
- 1979 - Lisa Wade, Nederlands radio- en televisiepresentatrice
- 1980 - Kristof Hoho, Belgisch volleyballer
- 1980 - Wynolt Pietersma, Nederlands acteur
- 1981 - Seydou Badjan Kanté, Ivoriaans voetballer
- 1981 - Hans Dekkers, Nederlands wielrenner
- 1981 - Marieke van Ottele, Nederlands voetbalster
- 1982 - Abbie Cornish, Australisch actrice
- 1982 - Chang Ming-Huang, Taiwanees atleet
- 1982 - Jana Klotsjkova, Oekraïens zwemster
- 1982 - Marco Melandri, Italiaans motorcoureur
- 1983 - Daniel Miguel Alves Gomes, Portugees voetballer
- 1983 - Andrij Hryvko, Oekraïens wielrenner
- 1983 - Brit Marling, Amerikaans actrice
- 1984 - Falco Luneau, Oostenrijks-Nederlands zanger
- 1984 - Tyrone Smith, Bermudaans atleet
- 1985 - Daniel Gimeno Traver, Spaans tennisser
- 1985 - Margot Boer, Nederlands langebaanschaatsster
- 1985 - Mark van der Molen, Nederlands radio-dj
- 1986 - Paul Biedermann, Duits zwemmer
- 1986 - Valter Birsa, Sloveens voetballer
- 1986 - Ilja Tsjernoesov, Russisch langlaufer
- 1987 - Felipe Aliste Lopes, Braziliaans voetballer
- 1987 - Sidney Crosby, Canadees ijshockeyer
- 1987 - Andrew Landry, Amerikaans golfer
- 1987 - Mai Thi Nguyen-Kim, Duits wetenschapsjournalist en tv-presentatrice
- 1987 - Jérémie Pignard, Frans voetbalscheidsrechter
- 1987 - Jeroen Voogd, Nederlands paralympisch sporter
- 1988 - Lawrence Cherono, Keniaans atleet
- 1988 - Mart Grol, Nederlands nieuwslezer
- 1988 - Erik Pieters, Nederlands voetballer
- 1988 - Abdulaziz Solmaz, Turks voetballer
- 1989 - Kévin Vandendriessche, Frans voetballer
- 1990 - Jevgeni Belov, Russisch langlaufer
- 1990 - Tom Beugelsdijk, Nederlands voetballer
- 1990 - Alex Brundle, Brits autocoureur
- 1990 - Leslie Keijzer, Nederlands mediapersoonlijkheid en schrijfster
- 1990 - Hermann Pernsteiner, Oostenrijks wegwielrenner en mountainbiker
- 1990 - Priceless, Nederlands rapper
- 1990 - Anneloes van Veen, Nederlands zeilster
- 1991 - Robin Frijns, Nederlands autocoureur
- 1991 - Said Martínez, Hondurees voetbalscheidsrechter
- 1991 - Luis Salom, Spaans motorcoureur (overleden 2016)
- 1991 - Niek Vossebelt, Nederlands voetballer
- 1991 - Mitchell te Vrede, Nederlands voetballer
- 1992 - Adrien Backscheider, Frans langlaufer
- 1992 - Dorian Dessoleil, Belgisch voetballer
- 1992 - Yusuf Erdoğan, Turks voetballer
- 1992 - Sofie Gallein, Belgisch atlete
- 1992 - Alex Schalk, Nederlands voetballer
- 1992 - Wout Weghorst, Nederlands voetballer
- 1992 - Adam Yates, Brits wielrenner
- 1992 - Simon Yates, Brits wielrenner
- 1993 - P.J. Jacobsen, Amerikaans motorcoureur
- 1993 - Ryan Mullen, Iers wielrenner
- 1994 - Jérémy Desplanches, Zwitsers zwemmer
- 1995 - Florian Grillitsch, Oostenrijks voetballer
- 1995 - Laura de Witte, Nederlands atlete
- 1996 - Dani Ceballos, Spaans voetballer
- 1996 - Liam James, Canadees (kind)acteur
- 1996 - Mychailo Romantsjoek, Oekraïens zwemmer
- 1997 - Juninho Bacuna, Curaçaos-Nederlands voetballer
- 1997 - Matty Cash, Pools-Engels voetballer
- 1997 - Jordan Torunarigha, Duits-Nigeriaans voetballer
- 1998 - Amanda Nildén, Zweeds voetbalster
- 1999 - Dejan Joveljić, Servisch-Bosnisch voetballer
- 1999 - Leon Köhler, Duits autocoureur
- 1999 - Bryan Mbeumo, Frans-Kameroens voetballer
- 1999 - Sydney McLaughlin, Amerikaans atlete
- 2000 - Nadia Gontova, Canadees wielrenster
- 2000 - Minke Lalkens, Nederlands voetbalster
- 2000 - Lisa Nobel, Nederlands volleybalster
- 2001 - Vivien Endemann, Duits voetbalster
- 2001 - Amoros Nshimirimana, Burundees-Nederlands voetballer
- 2002 - Yunus Bahadır, Turks-Belgisch voetballer
- 2002 - Aaron Blommaert, Belgisch acteur, zanger en presentator
- 2002 - Fredrik Oppegård, Noors voetballer
- 2003 - Nikki de Haan, Nederlands voetbalster
- 2003 - Kayne van Oevelen, Nederlands voetballer

## Overleden

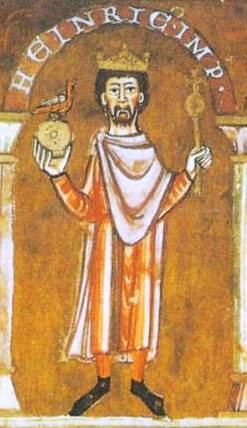
Keizer Hendrik IV
overleden in 1106

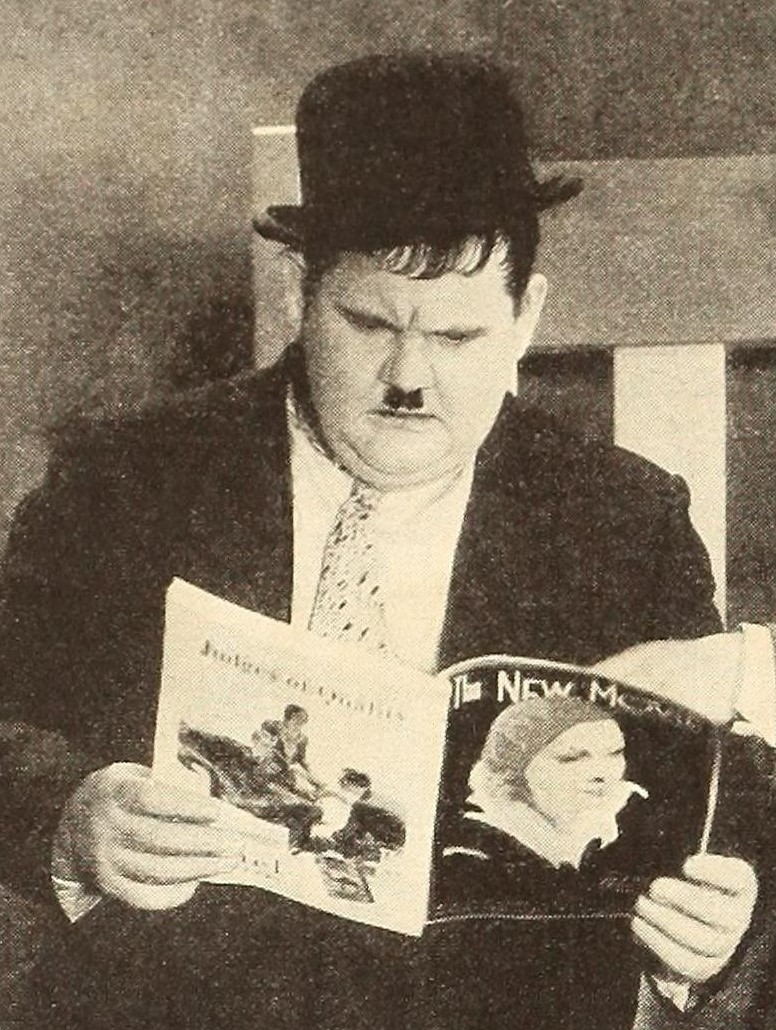
Oliver Hardy
overleden in 1957

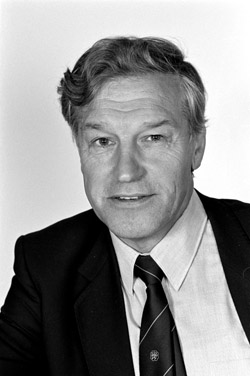
Gerard van den Berg
overleden in 2009

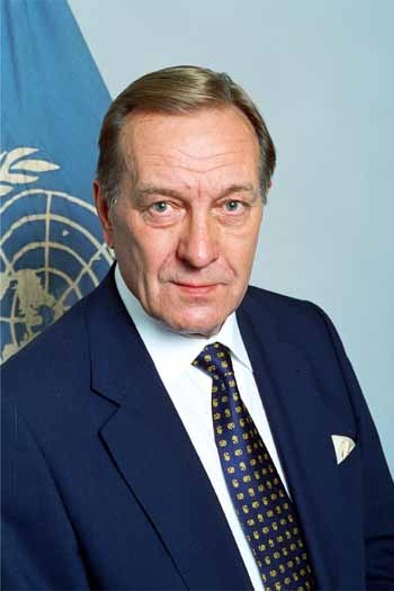
Harri Holkeri
overleden in 2011

- 461 - Majorianus (41?), keizer van het West-Romeinse Rijk
- 1106 - Hendrik IV (55), koning van Duitsland en keizer van het Heilige Roomse Rijk
- 1420 - Johan van Nassau-Wiesbaden-Idstein (~67), Duits edelman
- 1616 - Vincenzo Scamozzi (67), Italiaans architect
- 1639 - Maarten van den Hove (34), Nederlands wis- en sterrenkundige
- 1693 - Johan George II van Anhalt-Dessau (65), vorst van Anhalt-Dessau
- 1834 - Joseph-Marie Jacquard (82), Frans uitvinder
- 1838 - Jan-Frans Van De Velde (58), Belgisch bisschop van Gent
- 1899 - Jacob Maris (61), Nederlands impressionistisch schilder
- 1928 - Alfons Ariëns (68), Nederlands priester
- 1936 - Mona Chalmers Watson (64), Schots arts, feministe, en suffragette
- 1941 - Rabindranath Tagore (80), Bengaals dichter, wijsgeer, schrijver en mysticus
- 1947 - Hermine Reuß oudere linie (59), Duits prinses, tweede echtgenote van keizer Wilhelm II
- 1957 - Oliver Hardy (65), Amerikaans filmkomiek
- 1961 - Lodewijk Duymaer van Twist (95), Nederlands generaal en politicus
- 1972 - Filip De Pillecyn (71), Belgisch schrijver
- 1977 - Dino Staffa (70), Italiaans curiekardinaal
- 1978 - Jovita Fuentes (73), Filipijns operazangeres
- 1984 - Ann Christy (38), Belgisch zangeres
- 1984 - Esther Phillips (48), Amerikaans zangeres
- 2004 - Red Adair (89), Amerikaans oliebrand-bestrijder
- 2006 - Claude Verdan (96), Zwitsers chirurg
- 2007 - Miklós Páncsics (63), Hongaars voetballer
- 2008 - Bernie Brillstein (77), Amerikaans filmproducer
- 2008 - Léon De Lathouwer (78), Belgisch wielrenner
- 2008 - Ralph Klein (77), Israëlisch basketbalspeler en -trainer
- 2008 - Andrea Pininfarina (51), Italiaans autocarrosserieontwerper
- 2009 - Gerard van den Berg (76), Nederlands radio- en televisiepresentator
- 2010 - Manon Alving (87), Nederlands actrice
- 2010 - Bruno Cremer (80), Frans acteur
- 2010 - Bob de Ronde (65), Nederlands journalist en mediatrainer
- 2011 - Hugh Carey (92), Amerikaans politicus
- 2011 - Marshall Grant (83), Amerikaans bassist
- 2011 - Mark Hatfield (89), Amerikaans politicus
- 2011 - Harri Holkeri (74), Fins politicus en premier
- 2014 - Cristina Deutekom (82), Nederlands operazangeres
- 2015 - Frances Oldham Kelsey (101), Canadees-Amerikaans farmacoloog
- 2015 - Louise Suggs (91), Amerikaans golfer en medeoprichtster van de Ladies Professional Golf Association
- 2016 - Bryan Clauson (27), Amerikaans autocoureur
- 2016 - Mito Croes (70), Arubaans politicus
- 2016 - Janus van der Zande (91), Nederlands atleet
- 2017 - Boy Swachten (59), Nederlands burgemeester
- 2017 - Jan Westerbeek (88), Nederlands voetballer
- 2018 - Nicholas Bett (28), Keniaanse atleet
- 2018 - Olaf van Boetzelaer (75), Nederlands rechtsgeleerde en politicus
- 2018 - Stan Mikita (78), Slowaaks-Canadees ijshockeyer
- 2018 - Carlos Otero (92), Venezolaans tenor
- 2019 - Kary Mullis (74), Amerikaans biochemicus
- 2020 - Paul Dokter (59), Nederlands zanger, songwriter
- 2020 - Naima El Bezaz (46), Nederlands schrijfster
- 2021 - Markie Post (70), Amerikaans actrice en filmproducente
- 2022 - Anatoli Filiptsjenko (94), Russisch ruimtevaarder
- 2022 - David McCullough (89), Amerikaans auteur en geschiedkundige
- 2022 - Roger E. Mosley (83), Amerikaans acteur
- 2023 - DJ Casper (Willie Perry jr.) (58),  Amerikaans dj en songwriter
- 2023 - William Friedkin (87), Amerikaans filmregisseur
- 2023 - Patricia Lasoen (74), Belgisch dichteres
- 2023 - Mario Tronti (92), Italiaans filosoof en politicus
- 2023 - Tom Williams (60), Amerikaans jazzmuzikant en -componist
- 2024 - Jon McBride (80), Amerikaans ruimtevaarder
- 2025 - Jim Lovell (97), Amerikaans ruimtevaarder
- 2025 - Luc Misson (72), Belgisch advocaat

## Viering/herdenking
- Ivoorkust - Onafhankelijkheidsdag 1960
- Rooms-Katholieke kalender:

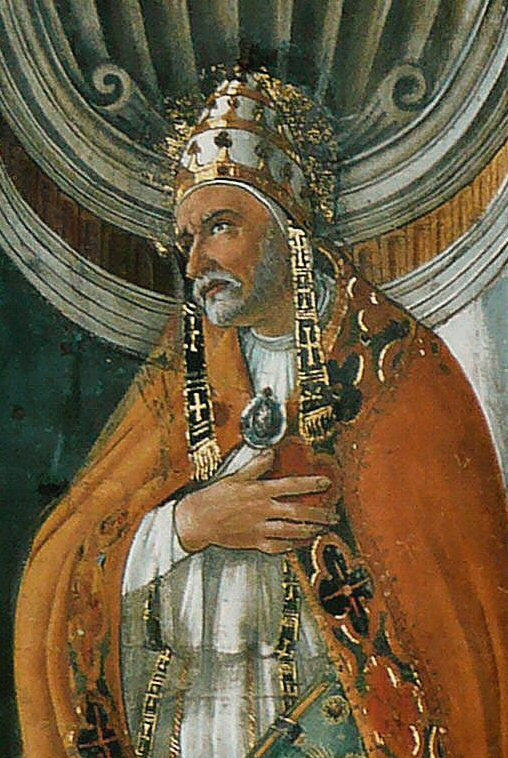
Sixtus II

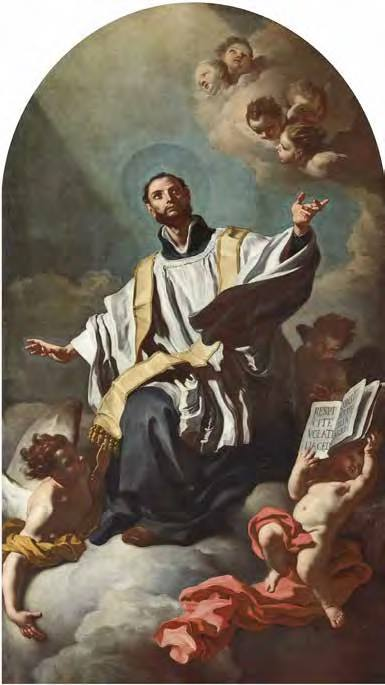
Cajetanus van Thiene

- - Heiligen Sixtus II en gezellen († 258) - Vrije Gedachtenis
  - Heilige Cajetanus (van T(h)iene) († 1547) - Vrije Gedachtenis
  - Heilige Albertus van Trapani († 1306)
  - Heilige Claudia (van Rome) († 2e eeuw)
  - Heilige Victricius († 407)
  - Heiligen Donatus (van Arezzo) en Hilarinus († 258)
  - Heilige Hilariaan († 4e eeuw)
  - Heilige Juliana van Cornillon († 1258) - Gedachtenis in Bisdom Luik en Vlaamse bisdommen

## Weerextremen

### Nederland
| | Officiële records | Officiële records | Officiële records |      | Landelijke records | Landelijke records | Landelijke records    |
| Gebeurtenis | Jaar              | Extreem           | Locatie           | Jaar | Extreem            | Locatie            |                       |
| --- | ----------------- | ----------------- | ----------------- | ---- | ------------------ | ------------------ | --------------------- |
| Laagste etmaalgemiddelde temperatuur (°C) | 1913              | 11,6              | De Bilt           |      | 1913               | 11,2               | Eelde                 |
| Hoogste etmaalgemiddelde temperatuur (°C) | 1975              | 26,0              | De Bilt           |      | 2003               | 28,3               | Deelen                |
| Laagste minimumtemperatuur (°C) | 1913              | 4,9               | De Bilt           |      | 1913               | 4,9                | De Bilt               |
| Hoogste minimumtemperatuur (°C) | 1975, 1981        | 17,8              | De Bilt           |      | 2003               | 20,9               | Deelen                |
| Laagste maximumtemperatuur (°C) | 1955              | 15,7              | De Bilt           |      | 1958               | 14,2               | Schiphol              |
| Hoogste maximumtemperatuur (°C) | 2003              | 35,0              | De Bilt           |      | 2003               | 37,8               | Arcen                 |
| Hoogste uurgemiddelde windsnelheid (m/s) | 1954, 1962        | 11,3              | De Bilt           |      | 1962 1973          | 19,5               | Vlissingen Cadzand    |
| Hoogste windstoot (m/s) | 1962              | 24,2              | De Bilt           |      | 2021               | 27,0               | Oosterschelde         |
| Langste zonneschijnduur (uur) | 1903              | 14,7              | De Bilt           |      | 1903               | 14,7               | De Bilt               |
| Langste neerslagduur (uur) | 1999              | 10,0              | De Bilt           |      | 2013               | 13,3               | Deelen                |
| Hoogste etmaalsom van de neerslag (mm) | 1938              | 28,2              | De Bilt           |      | 1977               | 51,1               | Rotterdam             |
| Laagste etmaalgemiddelde relatieve vochtigheid (%) | 1975              | 50                | De Bilt           |      | 1937, 2020         | 39                 | Maastricht            |
| Laagste uurwaarde luchtdruk op zeeniveau (hPa) | 1948              | 997,2             | De Bilt           |      | 1962               | 991,4              | De Kooy               |
| Hoogste uurwaarde luchtdruk op zeeniveau (hPa) | 1956              | 1028,2            | De Bilt           |      | 1956               | 1029,5             | Eindhoven, Maastricht |
| Officiële records worden altijd gemeten op het KNMI-weerstation in De Bilt. Landelijke records kunnen worden gemeten op elk officieel KNMI-weerstation in Nederland. |                   |                   |                   |      |                    |                    |                       |

Uitzonderlijke gebeurtenissen
- 1937 - Laatste officiële tropische dag van het jaar (maximumtemperatuur ≥ 30 °C in De Bilt)
- 1938 - Laatste officiële zomerse dag van het jaar (maximumtemperatuur ≥ 25 °C in De Bilt)
- 1972 - Laatste officiële zomerse dag van het jaar (maximumtemperatuur ≥ 25 °C in De Bilt)
- 1981 - Officieel hoogste minimumtemperatuur in °C van het jaar gemeten in De Bilt: 17,8. Samen met 9 juli
- 2003 - Landelijk maandrecord hoogste maximumtemperatuur in °C van augustus gemeten in Arcen: 37,8
- 2018 - Laatste officiële tropische dag van het jaar (maximumtemperatuur ≥ 30 °C in De Bilt)

### België
Dagrecords
- 1913 - Laagste etmaalgemiddelde temperatuur 11,6 °C
- 2003 - Hoogste etmaalgemiddelde temperatuur 27,8 °C
- 1913 - Laagste minimumtemperatuur 6,6 °C
- 2003 - Hoogste maximumtemperatuur 33,9 °C
- 1924 - Hoogste etmaalsom van de neerslag 33,3 mm

Uitzonderlijke gebeurtenissen
- 1924 - 87 mm neerslag in Gors-Opleeuw (Borgloon).
- 1954 - Tornado veroorzaakt schade tussen Menen en Willebroek.
- 1994 - Neerslaghoeveelheid in vier uur: 116 mm in Viessart (Léglise) waarvan 50 mm in 30 minuten en 80 mm in 1 uur.
- 1998 - Modderstroom in Tourpes (Leuze-en-Hainaut).

<< · 1 · 2 · 3 · 4 · 5 · 6 · 7 · 8 · 9 · 10 · 11 · 12 · 13 · 14 · 15 · 16 · 17 · 18 · 19 · 20 · 21 · 22 · 23 · 24 · 25 · 26 · 27 · 28 · 29 · 30 · 31 · >>